# Ciminà
Ciminà (im griechisch-kalabrischen Dialekt: Kymina) ist eine süditalienische Gemeinde (comune) in der Metropolitanstadt Reggio Calabria in Kalabrien und hat 522 Einwohner (Stand am 31. Dezember 2023). Die Gemeinde liegt etwa 45,5 Kilometer ostnordöstlich von Reggio Calabria im Nationalpark Aspromonte. Neun Kilometer südöstlich von Ciminà verläuft die Küste zum Ionischen Meer.

## Geschichte
Die Gründung der Gemeinde geht auf die Eroberung Konstantinopels durch die Osmanen im Jahre 1453 zurück, wodurch eine große Emigrationsbewegung aus Griechenland und Albanien in das südliche Italien ausgelöst wurde und zu Neugründungen führte.